# Martina Bravencová
Martina Bravencová (* 1993) je česká sportovkyně, profesionální závodnice v jetsurfingu, vodním sportu na motorovém surfu.

## Kariéra
Ve sportu se nejprve věnovala snowboardingu.
Za český tým tým Captain Candy Brave se zúčastnila mezinárodních závodů. Ve světovém poháru ve Francii v roce 2016 skončila na třetím místě. Na světovém poháru MotoSurf World Cup v roce 2017 ve floridském Naples získala titul mistryně světa. V letech 2018, kdy skončila za další českou reprezententkou vítěznou Anetou Šacherovou a 2019 vicemistryně světa na anglickém na Wobostonském jezeře a v čínské Šanghaji.
V kategorii mužů získal titul mistra světa další krajan Lukáš Záhorský.
Od roku je oficiální tváří reklamní kampaně Hodinářství Bechyně.